# Rocky Mount (Virginia)
Rocky Mount ist eine Kleinstadt (Town) und Verwaltungssitz (County Seat) im Franklin County im US-Bundesstaat Virginia. Die Stadt ist Teil des Roanoke Metropolitan Statistical Area und hatte eine Bevölkerung von 4903 Einwohnern gemäß der Volkszählung 2020.
Die Siedlung befindet sich in der Roanoke Region von Virginia.
Etwa 15 Kilometer nordöstlich von Rocky Mount liegt das Booker T. Washington National Monument.

## Geographie
Rocky Mount befindet sich im Zentrum von Franklin County auf dem Piedmont. Die U.S. Route 220 passiert die Ostseite der Stadt und führt im Norden 23 Meilen (37 km) nach Roanoke und im Süd 26 Meilen (42 km) nach Martinsville. Die Virginia State Route 40 geht durch das Zentrum von Rocky Mount als die Straßen Pell Avenue und Franklin Street. Sie führen im Osten 32 Meilen (51 km) nach Gretna und Südwesten 10 Meilen (16 km) nach Ferrum.

## Persönlichkeiten
- Nathaniel Claiborne (1777–1859), Politiker
- Virgil Goode (* 1946), Politiker
- Jesse L. Martin (* 1969), Schauspieler
- Barry Ratcliffe (* 1962), Schauspieler
- Absalom Willis Robertson (1887–1971), Politiker
- Edward W. Saunders (1860–1921), Politiker